# Pensiaka
Pensiaka est une commune rurale située dans le département de Boura de la province de Sissili dans la région du Centre-Ouest au Burkina Faso.

## Géographie
Pensiaka se trouve à 2 km au nord de la frontière avec le Ghana.